# 康斯坦丁·伯恩哈德·冯·沃伊茨-雷茨
康斯坦丁·伯恩哈德·馮·福伊茨-雷茨（德語：Konstantin Bernhard von Voigts-Rhetz，1809年7月16日－1877年4月14日）是一位普魯士將軍，曾參加過普奧戰爭和普法戰爭。